# 병역법
병역법(兵役法)은 국민의 병역 복무에 관한 규정이 명시된 법규이다. 

## 개요
헌법은 국방의 의무와 병역의 의무에 관한 세부 사항을 규정하고 있으며, 징병제를 시행하는 국가와 징병제를 시행한 적이 있는 국가의 일부에서 보통 실시한다.

## 국가별 병역법
시행중
- 대한민국 병역법
- 중화민국 병역법
- 중화인민공화국 병역법 - 법규개정에 의한 모병제 국가

폐지
- 일본 병역법 - 1945년 제2차 세계대전 패전에 따라 일본군이 해체되고 징병제가 폐지되고 병역법까지 소멸되었다.
- 1916년 영국 병역법

## 같이 보기
- 국방의 의무
- 징병제
- 모병제